# Bras Sec (rivière du Moulin)
Pour les articles homonymes, voir Bras Sec.
Le bras Sec est un affluent de la rivière du Moulin, coulant dans le territoire non organisé de Lac-Ministuk, dans la municipalité régionale de comté (MRC) de Le Fjord-du-Saguenay, dans la région administrative du Saguenay–Lac-Saint-Jean, dans la province de Québec, au Canada. Le cours du bras Sec traverse la partie nord-ouest de la zec Mars-Moulin.
La petite vallée du bras Sec est desservie par quelques routes forestières secondaires, surtout pour les besoins la foresterie et des activités récréotouristiques.
La foresterie constitue la principale activité économique de cette vallée ; les activités récréotouristiques, en second.
La surface du bras Sec est habituellement gelée du début de décembre à la fin mars, toutefois la circulation sécuritaire sur la glace se fait généralement de la mi-décembre à la mi-mars.

## Géographie
Les principaux bassins versants voisins du bras Sec sont :
- côté nord : lac Vénus, le Grand lac, lac des Éclats, rivière du Moulin ;
- côté est : lac Coupau, rivière du Moulin, bras de l'Enfer, rivière à Mars ;
- côté sud : rivière du Moulin, rivière Cyriac rivière Pikauba, ruisseau de la Savane, ruisseau Vermette ;
- côté ouest : rivière Cyriac, rivière Normand, ruisseau de la Savane.

Le Bras Sec prend sa source à l’embouchure du lac Catellier (longueur : 0,5 km ; altitude : 671 m) en zone forestière dans la zec Mars-Moulin. Ce lac enclavé entre les montagnes est situé à la limite sud-ouest de la zec Mars-Moulin, soit à :
- 2,4 km au nord de la route forestière R0287 ;
- 2,7 km à l’ouest du cours de la rivière du Moulin ;
- 4,3 km au nord-est du cours de la rivière Cyriac ;
- 5,3 km au nord-est d’une courbe de la route 175 ;
- 10,6 km au sud-ouest de la confluence du bras Sec et de la rivière du Moulin ;
- 11,2 km au nord-est du cours de la rivière Pikauba[2].

À partir du lac Catellier, le bras Sec coule sur 26,2 km avec une dénivellation de 341 m entièrement en zone forestière, selon les segments suivants :
Cours supérieur du bras Sec (segment de 18,1 km)
- 1,3 km vers le nord en courbant légèrement vers l’est pour contourner une montagne, jusqu'à un ruisseau (venant de l’ouest) ;
- 5,8 km en dénivelant de 180 m d’abord jusqu’à un coude de rivière, puis en courbant vers le nord-est, jusqu'à un ruisseau (venant du sud) ;
- 3,0 km vers le nord-ouest en passant à l’ouest d’une montagne et en passant devant un camp forestier, jusqu'à un ruisseau (venant de l’ouest) ;
- 6,8 km vers le nord en formant un détour vers l’ouest pour contourner une montagne dont le sommet atteint 450 m, jusqu'à un coude de rivière, correspondant à un ruisseau (venant du sud) ;
- 1,2 km vers le nord, jusqu’à un ruisseau (venant de l’ouest) ;

Cours inférieur du bras Sec (segment de 8,1 km)
- 0,8 km vers l’est, jusqu’à la décharge (venant du nord) du Le Grand Lac, lac à la Tripe et lac Vénus ;
- 3,4 km vers le sud-est, jusqu’à décharge (venant du sud-ouest) d’un ruisseau ;
- 3,9 km vers le sud-est en recueillant deux ruisseaux, jusqu’à son embouchure[2].

Le bras Sec se déverse dans un coude de rivière sur la rive ouest de la rivière du Moulin, à proximité (côté ouest) du lac Coupau. Cette confluence est située à :
- 5,5 km à l’ouest du cours de la rivière à Mars ;
- 13,0 km à l’est du cours de la rivière Cyriac ;
- 13,1 km au nord-est de la route 175 ;
- 14,1 km au nord de la limite des régions administratives de Saguenay–Lac-Saint-Jean (MRC Le Fjord-du-Saguenay et de la Capitale-Nationale (MRC Charlevoix) ;
- 34,9 km au sud-est de la confluence de la rivière du Moulin et de la rivière Saguenay dans le secteur Chicoutimi de la ville de Saguenay[2].

À partir de l’embouchure du bras Sec, le courant suit successivement le cours de la rivière du Moulin sur 52,7 km généralement vers le nord, puis le cours de la rivière Saguenay sur 126,1 km vers l’est jusqu’à Tadoussac où il conflue avec l’estuaire du Saint-Laurent.

## Toponymie
Le terme « Sec » se réfère au fait qu’à certaines périodes de sécheresse, ce ruisseau est presqu’à sec.
Le toponyme « bras Sec » a été officialisé le 29 juin 1983 à la Banque des noms de lieux de la Commission de toponymie du Québec.